# Circuit van Jacarepaguá
Het circuit van Jacarepaguá was een racecircuit gelegen in de Braziliaanse stad Rio de Janeiro, meer bepaald in de wijk Jacarepaguá. In 1978 en tussen 1981 en 1989 werd op dit circuit de Grand Prix Formule 1 van Brazilië gereden. De Fransman Alain Prost is met vijf overwinningen recordhouder op dit circuit. Van 1995 tot 2004 werd er jaarlijks de Grote Prijs van Brazilië voor GP-wegraces gereden.
Van 1996 tot 2000 werd er jaarlijks een Champ Car-wedstrijd gereden. Het circuit was ovaal, er werd een gedeelte van het originele circuit gebruikt en het had de naam Emerson Fittipaldi Speedway, naar de Braziliaanse autocoureur.
In 2008 werd bekendgemaakt dat het circuit gesloopt zou worden. Op de plek van het circuit werd een jaar later gestart met de bouw van het olympisch park voor de Olympische Zomerspelen 2016 en Paralympische Zomerspelen 2016 in Rio de Janeiro. De locatie zal na de Spelen gebruikt worden als olympisch trainingscomplex voor Braziliaanse sporters.

## Winnaars
Winnaars op het circuit voor een race uit de Formule 1-kalender.
| Jaar | Rijder           |
| ---- | ---------------- |
| 1978 | Carlos Reutemann |
| 1981 | Carlos Reutemann |
| 1982 | Alain Prost      |
| 1983 | Nelson Piquet    |
| 1984 | Alain Prost      |
| 1985 | Alain Prost      |
| 1986 | Nelson Piquet    |
| 1987 | Alain Prost      |
| 1988 | Alain Prost      |
| 1989 | Nigel Mansell    |

Winnaars op het circuit voor een race uit de Champ Car-kalender.
| Jaar | Rijder             |
| ---- | ------------------ |
| 1996 | André Ribeiro      |
| 1997 | Paul Tracy         |
| 1998 | Greg Moore         |
| 1999 | Juan Pablo Montoya |
| 2000 | Adrián Fernández   |